# Nordmarkt
Nordmarkt, Dortmund-Nordmarkt — dzielnica (statistischer Bezirk) miasta Dortmund w Niemczech, w kraju związkowym Nadrenia Północna-Westfalia, w okręgu administracyjnym Innenstadt-Nord. W roku 2010 liczyła 25 366 mieszkańców. Nazwa pochodzi od placu Nordmarkt, wielokrotnie przemianowanego, m.in. Horst-Wessel-Platz w okresie nazistowskim.